# Galini (Lefka)
Galini era un pueblo grecochipriota, situada hacia el interior de la bahía de Morphou, a seis kilómetros al oeste de Xeros. El nombre de la localidad deriva de los "Ayia Galini" (santo de la serenidad) o de una planta llamada "Galinia."
En 1975, los turcochipriotas cambian el nombre a Ömerli, que significa literalmente "con Omer".

## Conflicto Intercomunal
Durante la acción de la EOKA, los residentes de la aldea participan en la lucha contra la Corona británica. Muchos de los habitantes son encarcelados y torturados por las autoridades. Uno ellos fue el héroe de la lucha por la liberación, Charilaou Michael, que fue ahorcado por las autoridades coloniales en agosto de 1956.
En todos los censos desde 1831 se puede ver que fue habitada, predominantemente, por cristianos (grecochipriotas), con solo un puñado de los turcochipriotas que de vez en cuando aparecen en los registros (no más de 8 en 1911). La población de Galini / Ömerli aumentó constantemente, pasando de 324 en 1891 a 1.295 en 1960. Sin embargo, una caída significativa se registró en el año 1973 (888 GC) debido a la emigración de muchos de los pobladores a Canadá y Australia.
No hubo desplazados desde este pueblo durante la lucha entre comunidades de la década de 1960. Sin embargo, todos los habitantes del pueblo fueron desplazados en 1974 ante el avance del ejército turco.
La ocupación de Galini se concreta el 3 de septiembre de 1974. Esto permitió el enlace entre Limnitis y Lefka. El 5 de septiembre, el comandante turco en el lugar informa a UNFICYP que la NG debe evacuar las posiciones que se encuentran al oeste de Limnitis.

## Población actual
El pueblo está vacío y en ruinas y solo se utiliza por militares turcos chipriotas.